# كورسناس
كورسناس هي بلدية فنلندية تقعُ في غرب فنلندا، تابعة إدارياً لمقاطعة فنلندا الغربية ولإقليم بوهيانما تحديداً. بلغَ عدد سكان البلدية 2,244 نسمة حسبَ إحصاء عام 2012، وهي تمتدُّ على منطقة تبلغ مساحتها 1,424.71 كيلومتر مربع، غير أن 1,189.06 كم مربع منها (ستة أسباع مساحتها تقريباً) تقع في الماء لا على اليابسة. وتبلغ عموماً الكثافة السكانية في البلدة حوالي 9.52 نسمة في الكيلومتر المربع.
يَتحدث الأغلبية الساحقة - 91.2% - من أهالي البلدة اللغة السويدية، بالإضافة إلى أقلية من 3.2% تتحدث اللغة الفنلندية، و5.5% لغات أخرى.

## التاريخ
كانت المنطقة التي تُمثل بلدية كورسناس اليوم غارقة تحتَ الماء بالكامل حتى حوالي عام 1,000م. ويُعتقد أن أرض كورسناس استُوطنت للمرة الأولى في القرن الثالث عشر الميلادي، وتُوحي بعض الأسماء الفنلندية التي أطلقت على مناطق بها أنه قطنها متحدثون باللغة الفنلندية منذ ذلك الوقت، لكن على الرُّغم من ذلك فإن البعض يُشكك بأن هؤلاء الفنلنديين لم يَكونوا يأتون إلى المنطقة إلا لاستغلال مواسم صيد السمك، أو أنهم أسَّسوا لهم مستوطنات معزولة خاصَّة بهم، وكانت صغيرة ومتباعدة عن بعضها البعض.